# Кунст, Карл

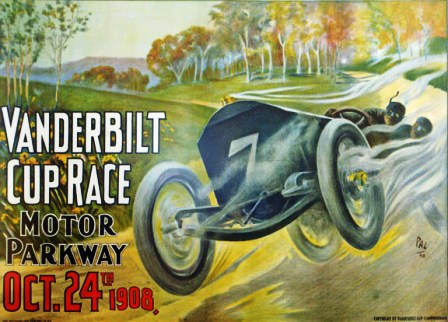
Постер автогонок кубка Вандербильта. 1908

Карл Кунст (1884—1912) — немецкий художник, иллюстратор и график. Представитель Мюнхенской художественной школы, во главе которой стоял Людвиг Хольвайн.

## Биография
Сын секретаря Баварского военного министерства. Образование получил в Королевской школе искусств и ремёсел в Мюнхене. В 1903 году продолжил учёбу в Мюнхенской академии художеств под руководством Петера Хальма и Франца фон Штука.
За недолгий период творчества (умер в 27-летнем возрасте) создал целый ряд рекламных плакатов, фирменных эмблем, проиллюстрировал много книг. Работал со спортивными фирмами, магазинами, предприятиями и компаниями (Isidor Bach, Stollwerck , Marco Polo Tee, Kunstanstalt Reichold & Land, Sport Schwaiger Munich, Belgeri Werk, Bregenz, Bazar Nürnberg и др.).
Автор серии рекламных почтовых открыток, посвящённых экспедиции Руаля Амундсена на Южный полюс (1910—1911). Создал большую серию открыток с известными достопримечательностями Мюнхена.
Карл Кунст был также страстным альпинистом. Вероятно, это один из основных факторов, которые привели его к созданию плакатов Bilgeri-Ski-Ausrüstung и Bazar Nürnberg. Оба являются рекламой лыжного снаряжения и показывают мирные горные пейзажи.

Избранные работы Карла Кунста
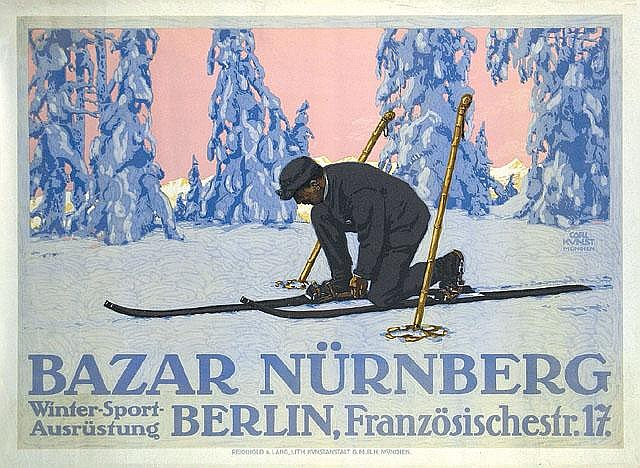
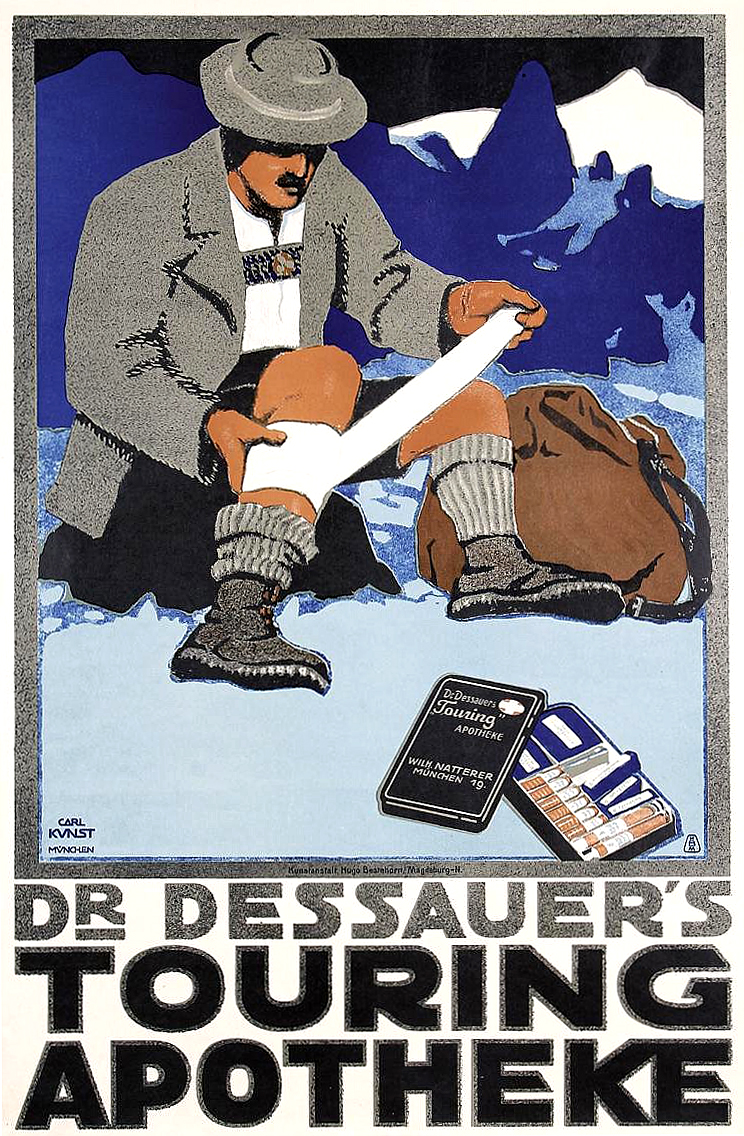
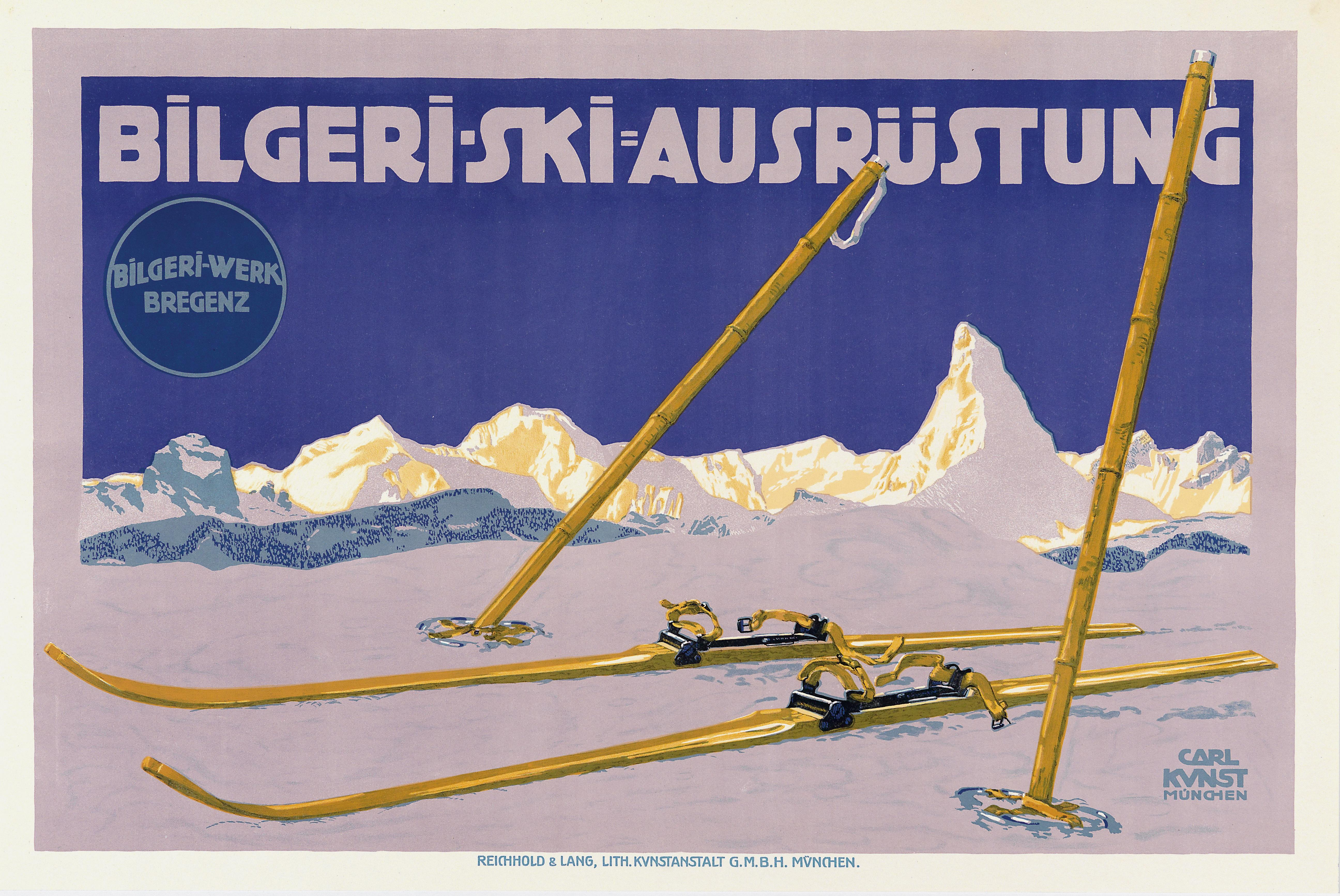
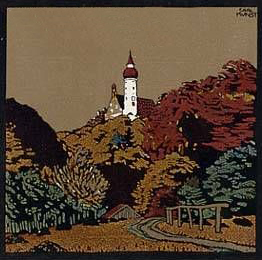